# Pont Charles-de-Gaulle (Reims)
Pour les articles homonymes, voir Pont Charles-de-Gaulle (homonymie).
Le pont Charles-de-Gaulle est un ancien pont routier situé dans la ville de Reims, en France. D'une longueur de 240 m, il est édifié dans les années 1970 et démoli en 2024.

## Situation géographique
Situé entre le centre-ville et le quartier Courlancy, le pont a relié la rue Hincmar et la rue Clovis côté nord à la rue du Général-de-Gaulle côté sud. Il complète ainsi un axe allant de la cathédrale de Reims au stade Auguste-Delaune. Le pont enjambe, du nord au sud, le boulevard Paul-Doumer, le canal de l'Aisne à la Marne, la coulée verte, l'autoroute A344 (également appelée Traversée urbaine de Reims ou Voie Jean-Taittinger), ainsi que la rivière Vesle.

## Caractéristiques
De style moderniste, le pont Charles-de-Gaulle mesure 240 m de long, pour une surface de tablier de 13 500 m2. Sa hauteur moyenne est d'environ 10 m.
Le point le plus haut du pont, situé sur la partie centrale de l'ouvrage, offre une vue sur la cathédrale Notre-Dame.

## Historique

### Construction
Le Pont Charles-de-Gaulle est construit dans la première moitié des années 1970 en remplacement d'une passerelle pivotante située à l'extrémité ouest du port de Reims, qui a permis le passage des passants et des charrettes d'une rive à l'autre du canal de l'Aisne à la Marne. Cette construction intervient sous le mandat du maire Jean Taittinger dans le cadre d'un vaste plan d'aménagement de la ville de Reims, appelé plan Rotival, qui a visé entre autres à faciliter l'usage de la voiture individuelle dans la ville,, notamment par la réalisation d'une rocade reliant le centre-ville aux quartiers de la rive sud. La construction du pont aurait dû à l'origine s'accompagner d'un vaste remodelage du quartier Hincmar en centre-ville, avec la création d'une large avenue qui aurait longé la cathédrale Notre-Dame. Ce projet est interrompu en raison de la crise économique induite par le premier choc pétrolier et n'a pas été repris par le nouveau maire communiste Claude Lamblin, élu en 1977.
La construction du pont a nécessité plusieurs expropriations et destruction de bâtiments d'entrepôts et logements situés sur la rive nord du canal. Au total, 120 ouvriers participent à la construction de l'ouvrage, dirigée par Jackie Lentz sous la supervision des Ponts et Chaussées. Le 14 décembre 1971, une grue s'écroule sur le boulevard Paul-Doumer, mais le grutier n'est pas blessé. À l'origine du projet, l'édifice aurait dû s'appeler « pont Hincmar ».

### Utilisation

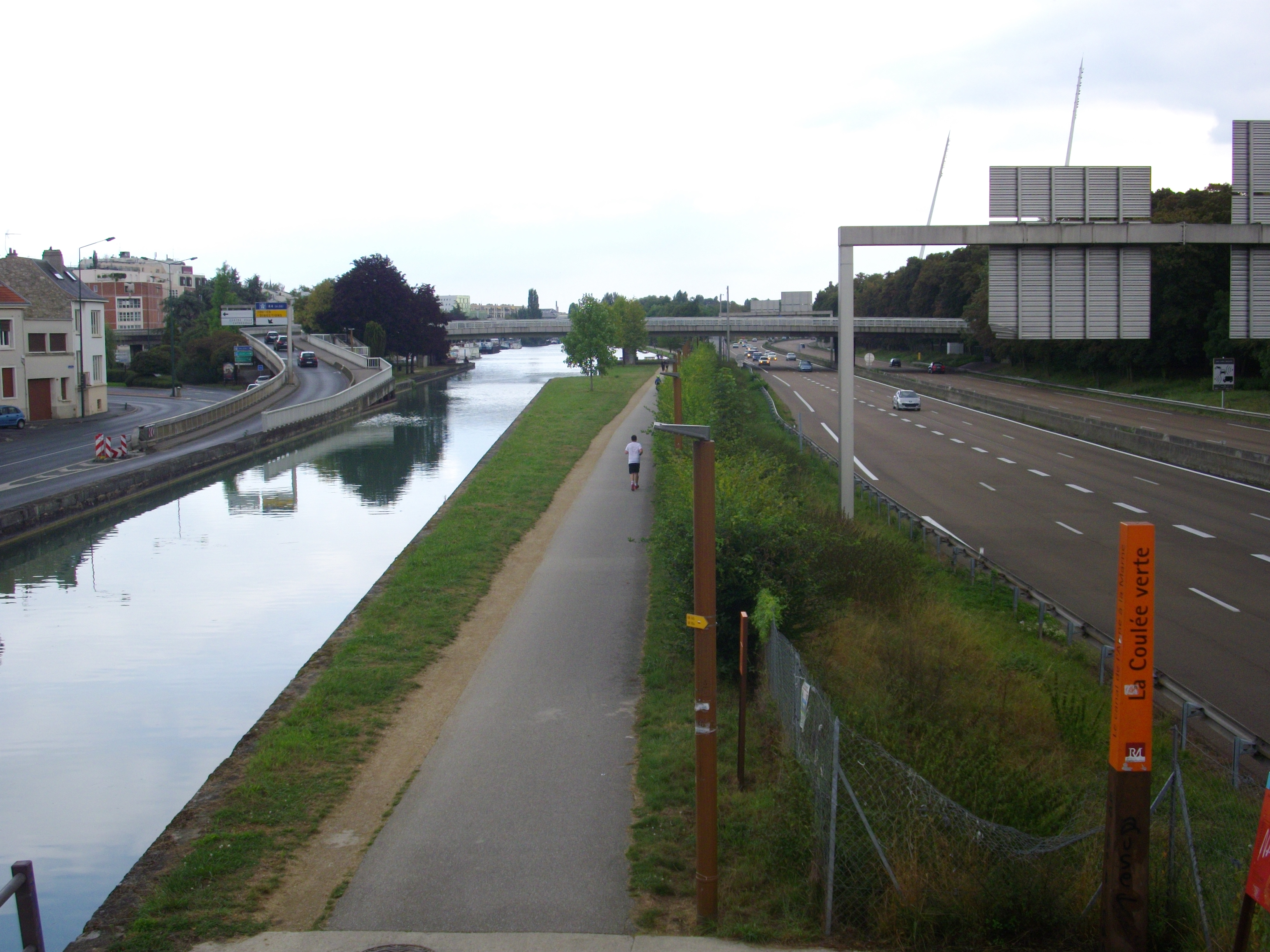
Franchissement du canal, de la Voie Taittinger et de la Vesle, depuis la gauche.

Le pont Charles-de-Gaulle est généralement fermé à la circulation lorsqu'un match de football a lieu au stade Auguste-Delaune tout proche. Son usage n'est alors autorisé qu'aux véhicules de supporters extérieurs, sous surveillance policière, afin d'éviter toute confrontation avec les supporters rémois.
Les corniches du pont sont réparées du 5 au 30 août 2019. Dans le cadre de la campagne des élections municipales de 2020, le maire sortant Arnaud Robinet propose de remodeler le pont et l'espace alentour, en maintenant la circulation automobile sur l'ouvrage. En 2022, le pont est fréquenté par environ 9 000 véhicules par jour (6 000 en direction de Courlancy, 3 000 en direction du centre-ville), ce qui équivaut à environ 20 % de sa capacité,.

### Destruction

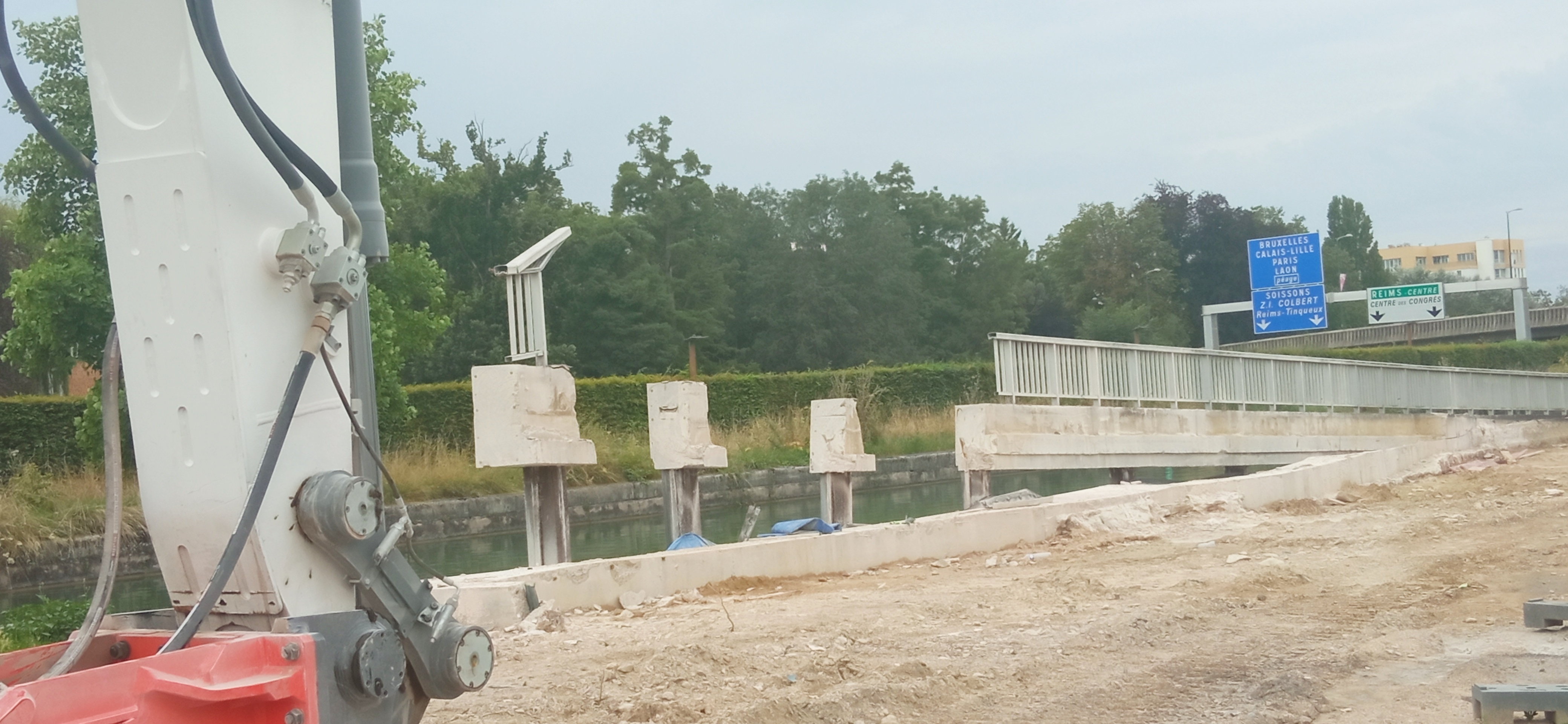
État de la rampe d'accès du boulevard Paul-Doumer le 31 juillet 2024.

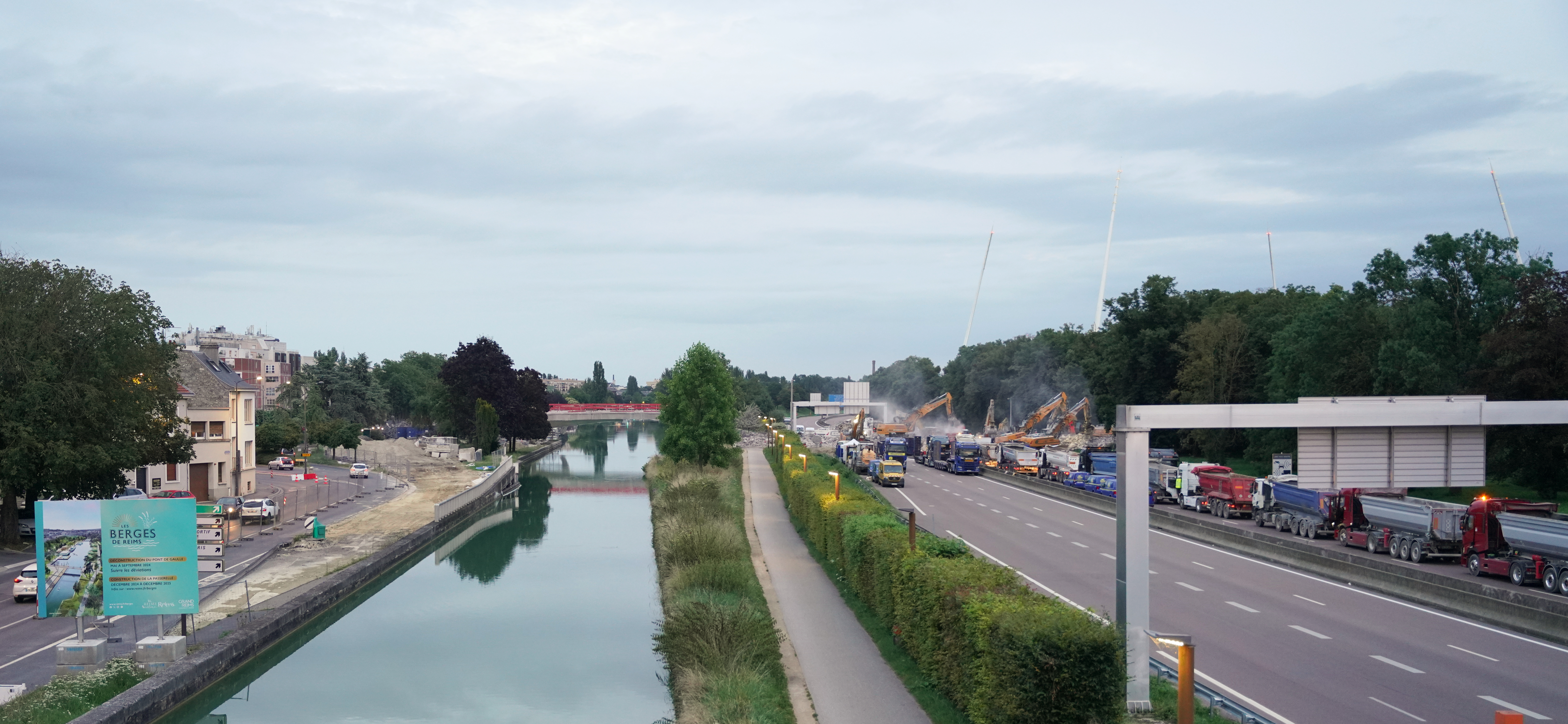
État de de déconstruction le 9 août 2024.

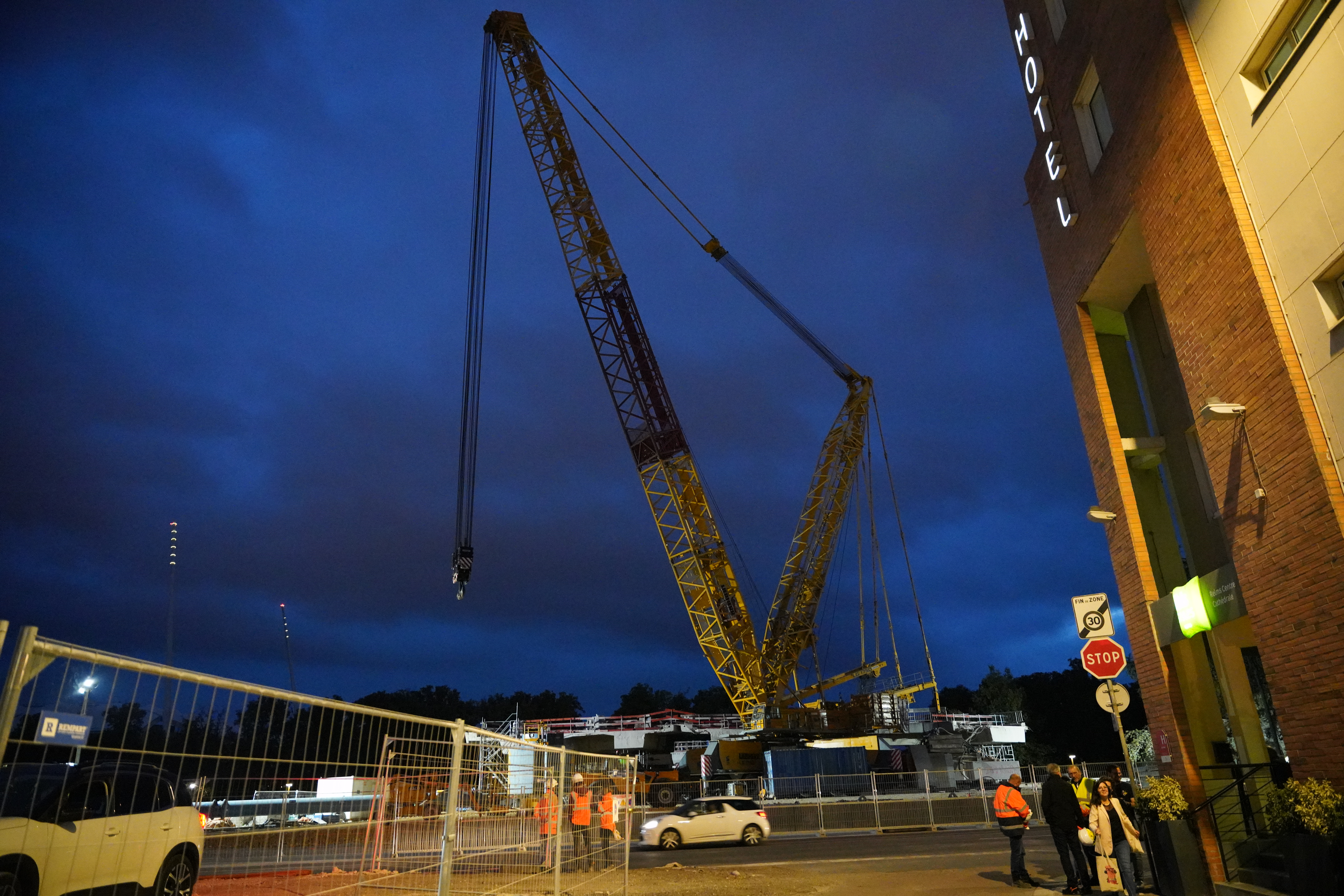
La grue travaillant de nuit.

Le 28 novembre 2022, la Communauté urbaine du Grand Reims et la municipalité de Reims annoncent que le pont Charles-de-Gaulle sera détruit en 2024, afin d'être remplacé par une passerelle réservée aux piétons et aux vélos ; ceci dans le cadre d'un vaste projet de réaménagement des berges urbaines du canal de l'Aisne à la Marne afin de « débitumer et reverdir l'espace » selon les mots du maire Arnaud Robinet,. La municipalité pointe notamment la sous-utilisation du pont, ainsi que des problèmes d'étanchéité nécessitant d'importants coûts de réfection,. Fin avril 2024, la municipalité précise la date du chantier, censé durer de mai à septembre 2024. Le coût de la démolition est estimé entre 3 et 4 millions d'euros, tandis que la construction de la nouvelle passerelle devrait coûter 9 à 10 millions d'euros,,. La version finale du projet de réaménagement des berges est présenté aux riverains le 14 novembre 2023,, : le nouvel espace doit comprendre 200 arbres supplémentaires et 8 500 m2 de jardin aquatique sur la rive sud du canal, à proximité de la coulée verte, ainsi qu'une plus grande place accordée à l'écomobilité sur le boulevard Paul-Doumer voisin. De plus, la suppression des bretelle est censée dégager l'entrée sud de la rue Libergier, située dans l'axe de la cathédrale. Le chantier s'étend sur un total de 11 ha et permet d'économiser 2,5 ha de voie publique,.
Le projet se heurte au fort mécontentement de l'opposition au conseil municipal,,, notamment de la part de l'opposition de gauche portée par l'élu socialiste Éric Quénard,,,,. L'opposition pointe notamment un risque accru d'embouteillage sur les ponts de Vesle et de Venise qui permettent d'accéder au centre-ville,. En outre, des inquiétudes surgissent quant au risque d'isolement accru des quartiers populaires au sud de la ville, notamment du quartier Croix-Rouge,. Le projet suscite aussi l'inquiétude de plusieurs élus de Tinqueux. Pour manifester leur opposition, trois élus locaux du Rassemblement national (dont la conseillère régionale et ancienne députée Anne-Sophie Frigout) réalisent leur propre comptage des véhicules circulant sur le pont. Lors d'une séance de conseil municipal en novembre 2023, Arnaud Robinet rappelle que sa prédécesseure socialiste Adeline Hazan a envisagé un projet de réaménagement des berges incluant la destruction du pont De-Gaulle, mais Quénard se défend d'avoir validé un projet de destruction de l'ouvrage. Plusieurs pétitions circulent sur Internet pour demander la conservation du pont, mais elles rencontrent peu de succès,.
En avril 2024, le collectif d'habitants « Sauvegardons le pont de Gaulle » dépose un recours auprès de la municipalité, de la Communauté urbaine du Grand Reims et de la préfecture de la Marne afin d'éclaircir les causes de la décision de démolir le pont,,,,. En mai 2024, le conseiller municipal Jean-Claude Philippot (RN) dépose un second recours contre la démolition du pont, dans lequel il pointe l'absence de réalisation d'étude d'impact du projet de démolition sur la circulation urbaine.
Le 23 mai 2023, le collectif d'habitants dépose auprès du tribunal administratif de Reims un référé afin de demander la suspension de l'interdiction de circulation sur le pont en vue de sa destruction. Le référé est rejeté par le tribunal le lendemain,,. Le lendemain, le même collectif envoie une lettre ouverte aux autorités municipales et préfectorales pour demander plus d'information et de communication sur le projet de destruction. D'autres habitants interrogés par France 3 Grand Est affirment apprécier l'impact visuel et environnemental de la suppression du pont.
Avant le début des travaux de démolition du pont, le journal local L'Union affirme que « c’est un pan du patrimoine rémois qui est appelé à disparaître ». L'ouvrage est effectivement fermé à la circulation dans les deux sens le 27 mai 2024,, ; le même jour, un rassemblement contre la démolition du pont attire entre 70 et 80 personnes. Les travaux nécessitent la fermeture de la Traversée urbaine de Reims durant 2 jours, le 3 et 4 août 2024. L'accès à la rue Hincmar en-deçà de la rue Clovis est également bloqué. La modification des conditions de circulation entraînent des congestions sur l'avenue Brébant, la rue Libergier, le boulevard Paul-Doumer et la rue de Venise,. Les couches supérieures et l'étanchéité du pont sont retirées dès début juin, tandis que le tablier et les bretelles sur le boulevard Paul-Doumer sont déconstruits dès le 20 juin,. Le chantier est en activité le jour et la nuit et utilise une grue qui peut soulever jusqu'à 750 tonnes à une hauteur de 193 mètres.
Avant la démolition du pont, les oiseaux, notamment les moineaux domestiques, sont chassés du pont et les brèches dans l'ouvrages sont colmatées afin qu'ils n'y reviennent plus. Un nichoir a été installé à l'angle des rues Clovis et Hincmar afin qu'ils s'y abritent,.